# Hotter Than Hell
Hotter Than Hell er det andet album fra den amerikanske rockgruppe KISS. Albummet, som blev udgivet den 22. oktober 1974, var blevet indspillet i Los Angeles i sensommeren.

## Spor
| Nr.           | Titel                      | Writer(s)                | Forsanger     | Længde |
| ------------- | -------------------------- | ------------------------ | ------------- | ------ |
| 1.            | "Got to Choose"            | Paul Stanley             | Stanley       | 3:54   |
| 2.            | "Parasite"                 | Ace Frehley              | Gene Simmons  | 3:02   |
| 3.            | "Goin' Blind"              | Simmons, Stephen Coronel | Simmons       | 3:37   |
| 4.            | "Hotter Than Hell"         | Stanley                  | Stanley       | 3:30   |
| 5.            | "Let Me Go, Rock 'n' Roll" | Simmons, Stanley         | Simmons       | 2:15   |
| 6.            | "All the Way"              | Simmons                  | Simmons       | 3:18   |
| 7.            | "Watchin' You"             | Simmons                  | Simmons       | 3:44   |
| 8.            | "Mainline"                 | Stanley                  | Peter Criss   | 3:50   |
| 9.            | "Comin' Home"              | Stanley, Frehley         | Stanley       | 2:38   |
| 10.           | "Strange Ways"             | Frehley                  | Criss         | 3:18   |
| Total længde: | Total længde:              | Total længde:            | Total længde: | 33:07  |